# Allodynerus vinciguerrae
Allodynerus vinciguerrae är en stekelart som först beskrevs av Guiglia 1929.  Allodynerus vinciguerrae ingår i släktet rörgetingar, och familjen Eumenidae. Utöver nominatformen finns också underarten A. v. pallidulus.